# Nandito Ako
A Nandito Ako (jelentése tagalog nyelven: ’Itt vagyok’) Thalía mexikói énekesnő 1997-ben kiadott popalbuma a Fülöp-szigeteken. Az album a szigetország hivatalos nyelvén, tagalogul, angolul és spanyolul tartalmaz feldolgozásokat, többek között az előző albumáról.

## Az album dalai
1. Nandito Ako – „Itt vagyok” (Aarón Paul del Rosario) 4:26
2. I Found Your Love (Gracias a Dios) (Juan Gabriel) 4:05
3. Tender Kisses (Viktoria & Rica Arambulo) 4:39
4. Mariang Taga Barrio (María la del barrio) (Viviana Pimstein / Francisco Navarrete / Larry Chua) 3:53
5. Tell Me (Louie Ocampo) 3:36
6. Chika Lang (El venao) – „Csak szóbeszéd” (Ramón Orlando Veloy / Larry Chua) 5:42
7. You Are Still on my Mind (Quiero hacerte el amor) (Daniel García / Mario Schajris / Ismael Ledezma) 3:56
8. Amándote – „Téged szeretve” (A.B. Quintanilla III / Ricky Vela) 3:48
9. Hey, It’s Me (Jimmy Antiporda / Jaime Rivera) 4:20
10. Juana (tagalog változat) (Myra Stella Turner / Archie Martínez) 2:47

## Videóklipek
Az albumról egyetlen dalhoz sem készült külön videóklip az Amándote kivételével, amely valójában az előző, En éxtasis című albumhoz tartozik. A Nandito Ako című számhoz készítettek egy rövidfilmet, melyen Thalía a stúdióban énekli a dalt; ez a klip rejtett sávként jelenik meg a 2004-es Greatest Hits című válogatásalbum DVD-változatának USA-beli kiadásán (a borítón nem szerepel, azonban a DVD-album menüjében igen).